# 星川順一
星川順一（ほしかわ じゅんいち、1934年3月11日- )は、日本の経済学者、大阪市立大学名誉教授。
愛媛県松山市出身。1956年松山大学経済学部卒、1961年大阪市立大学大学院経済学博士課程満期退学、72年「価格体系と経済機構」で経済学博士。立命館大学講師、大阪市大経済学部助教授、教授を務める。97年定年退官、名誉教授、大阪経済法科大学教授。2014年退職。

## 著書
- 『価格体系と経済機構』新評論　現代経済学叢書 1969
- 『日本経済の成長と構造』ミネルヴァ書房 1984
- 『日本経済と財政政策 ケインズ政策のすすめ』晃洋書房 1996
- 『マクロ経済学』大阪経済法科大学出版部 1998
- 『入門経済政策 日本経済の再生を求めて』大阪経済法科大学出版部 2003

### 共編著
- 『自動車工業』奥村宏,松井和夫共著 東洋経済新報社 現代の産業 1965
- 『経済発展と市場』瀬岡吉彦共編 大阪市立大学経済学会 1981

## 論文
- <星川順一